# Den dag du kommer
«Den dag du kommer» —en español: «El día en el que llegues»— es una canción de Inger Jacobsen, interpretada en noruego y publicada en 1960. Participó en la primera edición del Melodi Grand Prix.

## Festival de Eurovisión

### Melodi Grand Prix 1960
Esta canción participó en el Melodi Grand Prix, celebrado en dos ocasiones ese año —la semifinal en el 2 de febrero y la final, presentada por Erik Diesen y Odd Gythe, el 20 de febrero—. La canción fue interpretada en segundo lugar el día de la semifinal por Jacobsen, precedida por Jens Book-Jenssen con «Månen tur-retur» y seguida por ella misma con «Et sommereventyr». Finalmente, quedó en 7º puesto de 11, con 27 puntos y sin pasar a la final.
Aun así, Jacobsen fue declarada ganadora de la semifinal con la canción «Voi Voi», aunque el día de la final esta fue interpretada por Nora Brockstedt.